# Robert Maxwell, 2. Lord Maxwell
Robert Maxwell, 2. Lord Maxwell († zwischen 22. April und 8. Mai 1485), war ein schottischer Adeliger.

## Leben
Er war der älteste Sohn des Herbert Maxwell, 1. Lord Maxwell aus dessen Ehe mit einer Tochter des Herbert Herries of Terregles.
Geboren wurde Robert Maxwell wahrscheinlich um 1405. Mit dem Tod seines Vaters übernahm er am 14. Februar 1454 dessen Landbesitz sowie den Titel 2. Lord Maxwell.
In den Jahren 1457 und 1459 wird er als conservator of truces with England („Bewahrer des Friedens mit England“, wahrscheinlich eine Art oberster Parlamentär) genannt, zu diesem Zeitpunkt hatte er bereits die Ämter des „Admiral and Warden of the Marches“ inne. Im November 1469 wurde er Mitglied des Parlamentes unter König Jakob III., nachdem dieser im Konflikt mit der Familie Boyd diese aus dem Parlament entfernt hatte.
Durch seine Ehe, geschlossen vor dem 14. Februar 1425 mit Janet Forrester, eine Tochter von John Forrester of Corstorphine, hatte er fünf Söhne; John, Thomas, David, Robert und Aymer, sowie zwei Töchter; Agnes und Christian. Eine alte Quelle belegt für das Jahr 1486 zudem einen „Maister Johne of Maxwell, eme of Lord Maxwell“ (eme = Oheim = Onkel), möglicherweise einen illegitimen Sohn.